# Thalna
Thalna is in de Etruskische mythologie de godin van de bevalling en tevens de echtgenote van Tinia. Ze wordt op Etruskische kunstvoorwerpen afgebeeld als een jonge vrouw. Ze was samen met Thanr aanwezig toen Menrva werd geboren uit het hoofd van Tinia.
Haar Griekse equivalent is Ilithyia; in de Romeinse mythologie  wordt zij geassocieerd met Diana en Iuno.